# Шкідлива трава
Шкідлива трава (токсична трава) — трава, яка була визначена сільськогосподарським органом як та, яка шкідлива для сільськогосподарських або садових культур, природних місць мешкання або екосистем, людей чи худоби. Більшість видів шкідливої трави були введені в екосистему невіглаством, безгосподарністю, або випадково. Деякі види шкідливої трави є спорідненими. Як правило, це рослини, які ростуть агресивно, швидко розмножуються без природного контролю (різних травоїдних, хімічного складу ґрунту і т. д.), а також відображають несприятливий вплив на організм людей та тварин. Шкідлива трава є великою проблемою в багатьох частинах світу, значною мірою впливає на галузі сільського господарства, ведення лісового господарства, природних заповідників, парків та інших відкритих просторів.
Ця трава, як правило, знищується сільськогосподарськими шкідниками, хоча багато які з них впливають на природні території. Багато видів шкідливої трави прийшли до нових регіонів і країн через нестерильні постачання кормів і насіння сільськогосподарських культур або навмисні інтродукції, такі як декоративні рослини для садового використання.

## Види
Є види шкідливої трави, які є шкідливими або отруйними для людини, свійських травоїдних тварин, а також диких тварин. Відкриті поля і пасовища з порушеними ґрунтами та відкритим сонячним світлом часто більш чутливі. Тому захист жуйних тварин від отруйної трави в їх основних областях годування дуже важливий.

## Контроль
Деякі керівні принципи, щоб запобігти поширенню шкідливих бур'янів є: уникнення водіння в районах, заражених шкідливою травою, уникнення транспортування або посадки насіння і рослин, які не можуть ідентифікувати.
Для шкідливої трави потрібне транспортування в добре закритому мішку. Утилізація така як гаряче компостування або спалювання робиться, коли це безпечно і практично для конкретного заводу. Спалювання отруйного плюща може бути смертельним для людини. Використання тільки сертифікованого насіння культур.
Підтримка контролю над шкідливих бур'янів має важливе значення для здоров'я довкілля, домашньої худоби, диких тварин і місцевих рослин, а також людей різного віку. Як контролювати шкідливі бур'яни, залежить від навколишнього середовища і середовища проживання, видів бур'янів, наявність обладнання, робочої сили, матеріалів і фінансових ресурсів. Закони часто вимагають, щоб фінансування боротьби з травою з урядових установ повинні бути використані для ліквідації, запобігання вторгнення або природного місця існування.